# Episodi di La biblioteca della magia (seconda stagione)
La seconda stagione della serie televisiva La biblioteca della magia (The Bureau of Magical Things) è andata in onda sul canale televisivo australiano 10 Shake dal 10 luglio 2021. In Italia è stata trasmessa dal 26 ottobre al 1º novembre 2021 su Nickelodeon e in chiaro dal 16 maggio 2022 su Super!.
| n° | Titolo originale      | Titolo italiano             | Prima TV Australia | Prima TV Italia  |
| -- | --------------------- | --------------------------- | ------------------ | ---------------- |
| 1  | Vanished              | Il ritorno di Darra         | 10 luglio 2021     | 26 ottobre 2021  |
| 2  | A Dangerous Secret    | Arriva Tayla                | 10 luglio 2021     | 26 ottobre 2021  |
| 3  | Fortuna's Compact     | Il medaglione della fortuna | 11 luglio 2021     | 26 ottobre 2021  |
| 4  | The Big Sneeze        | Un segreto svelato          | 11 luglio 2021     | 27 ottobre 2021  |
| 5  | Welcome to the Jungle | Il tempio perduto           | 17 luglio 2021     | 27 ottobre 2021  |
| 6  | Mirror Image          | Alter ego                   | 17 luglio 2021     | 27 ottobre 2021  |
| 7  | Testing Times         | Il test                     | 18 luglio 2021     | 28 ottobre 2021  |
| 8  | Almost Famous         | Il successo di Ben          | 18 luglio 2021     | 28 ottobre 2021  |
| 9  | The Key to the Past   | Il Temporavis               | 24 luglio 2021     | 28 ottobre 2021  |
| 10 | The Message           | Il diario                   | 24 luglio 2021     | 29 ottobre 2021  |
| 11 | The Enchanted Wood    | Addio professor Maxwell     | 25 luglio 2021     | 29 ottobre 2021  |
| 12 | Liar, Liar            | L'appuntamento              | 25 luglio 2021     | 29 ottobre 2021  |
| 13 | Let the Games Begin   | Competizione magica         | 31 luglio 2021     | 30 ottobre 2021  |
| 14 | New Tricks            | La sfida                    | 31 luglio 2021     | 30 ottobre 2021  |
| 15 | Party Time            | Un compleanno speciale      | 1 agosto 2021      | 30 ottobre 2021  |
| 16 | Revelations           | Doppio gioco                | 1 agosto 2021      | 31 ottobre 2021  |
| 17 | The Heist             | Il tradimento di Apinya     | 7 agosto 2021      | 31 ottobre 2021  |
| 18 | Beginning of the End  | Le tre chiavi               | 7 agosto 2021      | 31 ottobre 2021  |
| 19 | A Desperate Plan      | Il Loto Viola               | 8 agosto 2021      | 1º novembre 2021 |
| 20 | No More Secrets       | Un nuovo inizio             | 8 agosto 2021      | 1º novembre 2021 |